# التمهید فی علوم القرآن
التمهید فی علوم القرآن کتابی از محمد هادی معرفت است که در سال ۱۳۷۰ منتشر و در مراسم کتاب سال جمهوری اسلامی ایران به‌عنوان کتاب برگزیده معرفی شد.